# Дороти Кроуфут Ходжкин
 Дороти-Мери Ходжкин (на английски: Dorothy Mary Hodgkin, 12 май 1910 – 29 юли 1994), по баща Кроуфут, е британски химик, получила обществено признание за приноса си в развитието на кристалографията на протеините. Носител на Нобелова награда за химия (1964).

## Научна дейност
Ходжкин подобрява техниката на рентгеновата кристалография – метод, използван за определяне на триизмерната структура на биомолекулите.
Сред най-значимите ѝ открития са потвърждаване на структурата на пеницилина, която Ернст Борис Чейн и Едуард Авраам преди това само са предполагали, и структурата на витамин B12, за което е наградена с Нобелова награда за химия през 1964 година.
През 1969 г., след 35 години работа и пет години след спечелването на Нобеловата награда, Ходжкин успява да разчете структурата на инсулина. Рентгеновата кристалография става широко използван инструмент и е от решаващо значение за по-късното определяне на структурата на много биологични молекули, където познаването на структурата е от решаващо значение за разбирането на тяхната функция. Тя е призната като един от учените пионери в областта на рентгеновите кристалографски изследвания на биомолекулите.